# Parell ordenat

Exemples de vuit punts localitzats en el pla cartesià mitjançant parells ordenats

Un parell ordenat és un conjunt de dos elements amb un ordre fixat. Se simbolitza mitjançant dos parèntesis, per tal de diferenciar-lo d'un conjunt qualsevol.
- Per exemple: (a,b), (1,4) o (taronger,taronja), són parells ordenats.

Al primer element d'un parell ordenat se l'anomena primera component. Al segon element se l'anomena segona component.
Als parells ordenats, l'ordre de les components és important. Així, mentre que el conjunt {a,b} és igual a {b,a}, el parell ordenat (a,b) no és igual al parell (b,a) si a ≠ b.
- Per exemple, en un partit de futbol el resultat 0-4 no és el mateix resultat que 4-0. El resultat d'un partit de futbol és un parell ordenat.